# La Lanterne magique (pel·lícula)
La Lanterne magique, venuda als Estats Units com The Magic Lantern i al Regne Unit com The Magic Lantern, or the Bioscope in the Toy Shop, és un curtmetratge mut francès del 1903 dirigit per Georges Méliès. Va ser venut per la Star Film Company de Méliès i té el número 520–524 als seus catàlegs.

## Producció
Durant la carrera de Méliès com a il·lusionista escènic, la lanterna màgica va ser una part important de l'entreteniment popular. Méliès, com molts mags abans que ell, va utilitzar diapositives de llanterna màgica com a part dels seus entreteniments escènics, i se sap que de vegades va dissenyar les seves pròpies diapositives. Un dels seus primers films, Une nuit terrible, fins i tot podria haver estat directament inspirada en una sèrie de diapositives còmiques de llanterna publicat a la dècada de 1880 per la firma anglesa de Bamforth & Co Ltd. No obstant això, La Lanterne magique, l'única pel·lícula de Méliès coneguda en què la llanterna apareix a la pantalla, mostra l'aparell en un context diferent al de l'entreteniment professional: a partir de mitjans del segle xix, moltes llanternes màgiques van ser dissenyades en línies econòmiques però molt decorades, com a joguines per als nens. Tot i que la popularitat de les llanternes màgiques de joguina s'estava esvaint en el moment de la pel·lícula de Méliès, haurien continuat sent un record nostàlgic per a molts dels espectadors de Méliès; escriptors i artistes que parlaven amb afecte dels fanals de joguina de la seva infància inclouen Ingmar Bergman, Vladimir Nabokov i Marcel Proust.
En la planificació de la pel·lícula, Méliès va utilitzar la llanterna de joguina no només com a punt focal del seu tema de les joguines que cobraven vida, sinó també com una adaptació de trucs de màgia on es poden treure persones i coses d'una caixa màgica o amagar-les dins. Una guia del Centre National de la Cinématographie de les pel·lícules de Méliès assenyala que les joguines que apareixen són "els personatges clàssics de la pantomima". El catàleg estatunidenc de Méliès anuncia que la pel·lícula inclou un nou efecte especial, superposició sobre un fons blanc. De fet, Méliès va treballar el truc d'una altra manera: en realitat l'efecte especial, una escena filmada matte en un cercle, es superposa per exposició múltiple sobre un fons negre, com era la pràctica típica de Méliès. Altres efectes tècnics utilitzats a la pel·lícula són treballats per escamoteigs i fosa.

## Temes
Els estudiosos del cinema Giusy Pisano i Caroline Renouard veuen que la pel·lícula simbolitza com la llanterna màgica havia estat substituïda en l'entreteniment popular pel cinema: els diferents trucs i especialitats suggereixen el potencial del cinema per capturar moviment i drama, que culmina en un monstre en expansió màgica que es pot portar a representar el cinema en si. La historiadora dels mitjans de comunicació Meredith Bak destaca com l'acció de la pel·lícula coincideix perfectament amb el seu entorn, amb aparicions màgiques de la capsa de la llanterna que suggereixen que una caixa de joguines cobra vida i com la pel·lícula ha d'haver "conjurat les memòries dels espectadors de la seva pròpia infància il·luminades per la llanterna màgica, on les seves fantasies estaven animades per un ric món d'imatges projectades."